# Мосальські ІІІ
Мосальські III (пол. Masalski Książę III, Massalski Książę III, Masalski III)) — княжий герб руського походження.

## Опис герба
У червоному полі золота стріла з поперечиною та з таким же півмісяцем під нею встановлена на срібній сиґлі "М". Щит оточено горностаєвою мантією та увінчано княжою короною.

## Історія
Герб вживала князівська лінія Мосальських, що походить від чернігівських князів. Княжий титул підтверджений у Речі Посполитій 1775 року.

## Гербовий рід
Мосальські.